# Квантов скок
Квантовият скок е преходът на електрон, намиращ се в свързано състояние, например в атом или изкуствен атом, от едно квантово състояние в друго. Разликата в енергиите на двете квантови състояния (преди и след прехода) е равна на енергията на излъченото, или погълнато, електромагнитно излъчване, под формата на квантови частици − фотони.
Така, ако електронът премине от състояние с по-висока енергия към състояние с по-ниска енергия, той ще излъчи фотон. Колкото по-голяма е разликата в енергиите на крайното и началното състояние, толкова по-къса е дължината на вълната на излъчения фотон (вж. атомна спектрална линия).